# Pieter Weening
Pieter Weening (Harkema, Frísia, 5 de abril de 1981) é um ciclista dos Países Baixos que foi profissional entre 2003 e 2020. Desde 2022 é diretor desportivo do Team BikeExchange-Jayco.

## Trajetória
Profissional desde 2004 e depois de fazer toda a sua carreira desportiva no Rabobank, para a temporada de 2012 deixou à equipa e se somou à equipa australiana Orica-GreenEDGE. Para a temporada de 2016 alinhou pelo conjunto Roompot Oranje Peloton permanecendo nele até seu desaparecimento em 2019. Em junho de 2020 assinou com o Trek-Segafredo, retirando ao final de ano.
Em seu palmarés contam-se 3 etapas nas Grandes Voltas. Em 9 de julho de 2005 ganhou a 8.ª etapa do Tour de France impondo-se por poucos milímetros ao alemão Andreas Klöden e a 11 de maio de 2011 ganhou a 5.ª etapa do Giro d'Italia com final em Orvieto, o que lhe permitiu ser o líder da classificação geral durante 4 etapas.
Em 2013 conseguiu a Volta à Polónia, depois de fazer com a liderança na última etapa, numa contrarrelógio individual.

## Palmarés
| - 2002 - Tour de Thüringe, mais 1 etapa - 2003 - Jadranska Magistrala - 2005 - 1 etapa do Tour de France - 1 etapa do Volta à Polónia - 2009 - 1 etapa da Volta à Áustria - 2010 - 2.º no Campeonato dos Países Baixos em Estrada - 2011 - 1 etapa do Giro d'Italia - 2013 - Volta à Polónia | - 2014 - 1 etapa do Giro d'Italia - Giro de Toscana - 2016 - Tour da Noruega, mais 1 etapa - 1 etapa da Volta à Suíça - 2017 - 1 etapa do Tour da Noruega - 2018 - 1 etapa da Volta à Áustria - 2019 - 1 etapa do Volta ao Luxemburgo |

## Resultados em Grandes Voltas e Campeonatos do Mundo
| Corrida            | Corrida            | 2003 | 2004 | 2005 | 2006 | 2007  | 2008 | 2009 | 2010 | 2011 | 2012 | 2013 | 2014 | 2015  | 2016 | 2017 | 2018 | 2019 | 2020 |
| ------------------ | ------------------ | ---- | ---- | ---- | ---- | ----- | ---- | ---- | ---- | ---- | ---- | ---- | ---- | ----- | ---- | ---- | ---- | ---- | ---- |
|                    | Giro d'Italia      | —    | —    | —    | —    | —     | —    | —    | 24.º | 45.º | —    | 38.º | Ab.  | 92.º  | —    | —    | —    | —    | Ab.  |
|                    | Tour de France     | —    | —    | 72.º | 91.º | 128.º | 61.º | —    | —    | —    | 72.º | —    | —    | 144.º | —    | —    | —    | —    | —    |
|                    | Volta a Espanha    | —    | 59.º | —    | 61.º | —     | —    | 44.º | —    | —    | 88.º | —    | —    | —     | —    | —    | —    | —    | —    |
| Mundial em Estrada | Mundial em Estrada | —    | Ab.  | 65.º | —    | —     | —    | —    | —    | 60.º | —    | 25.º | Ab.  | —     | —    | —    | 69.º | Ab.  | 79.º |

—: não participa

Ab.: abandono